# Body of Light
Body of Light ist ein Musikalbum von Jeremiah Cymerman. Die 2022/23 entstandenen Aufnahmen erschienen am 3. Mai 2024 auf seinem Label 5049 Records.

## Hintergrund
Auf seiner ersten Soloveröffentlichung seit drei Jahren spielte Jeremiah Cymerman die Soloklarinette, im Mehrspurverfahren begleitet mit Synthesizern, Perkussion, Sequenzer und Bass. Auf den beiden längeren Stücken, die den Großteil des Albums ausmachen, wird er von verschiedenen Kombinationen aus Christopher Hoffman am Cello, Toby Driver an der Gitarre, Mike Pride am Schlagzeug und Zachary Paul an der Violine begleitet.

## Titelliste
- Jeremiah Cymerman: Body of Light (5049 Record)

1. Of the Body Subtle 3:15
2. Tongue of Fire 8:18
3. Pure Realm 15:03
4. Body of Light 15:33

Die Kompositionen stammen von Jeremiah Cymerman.

## Rezeption

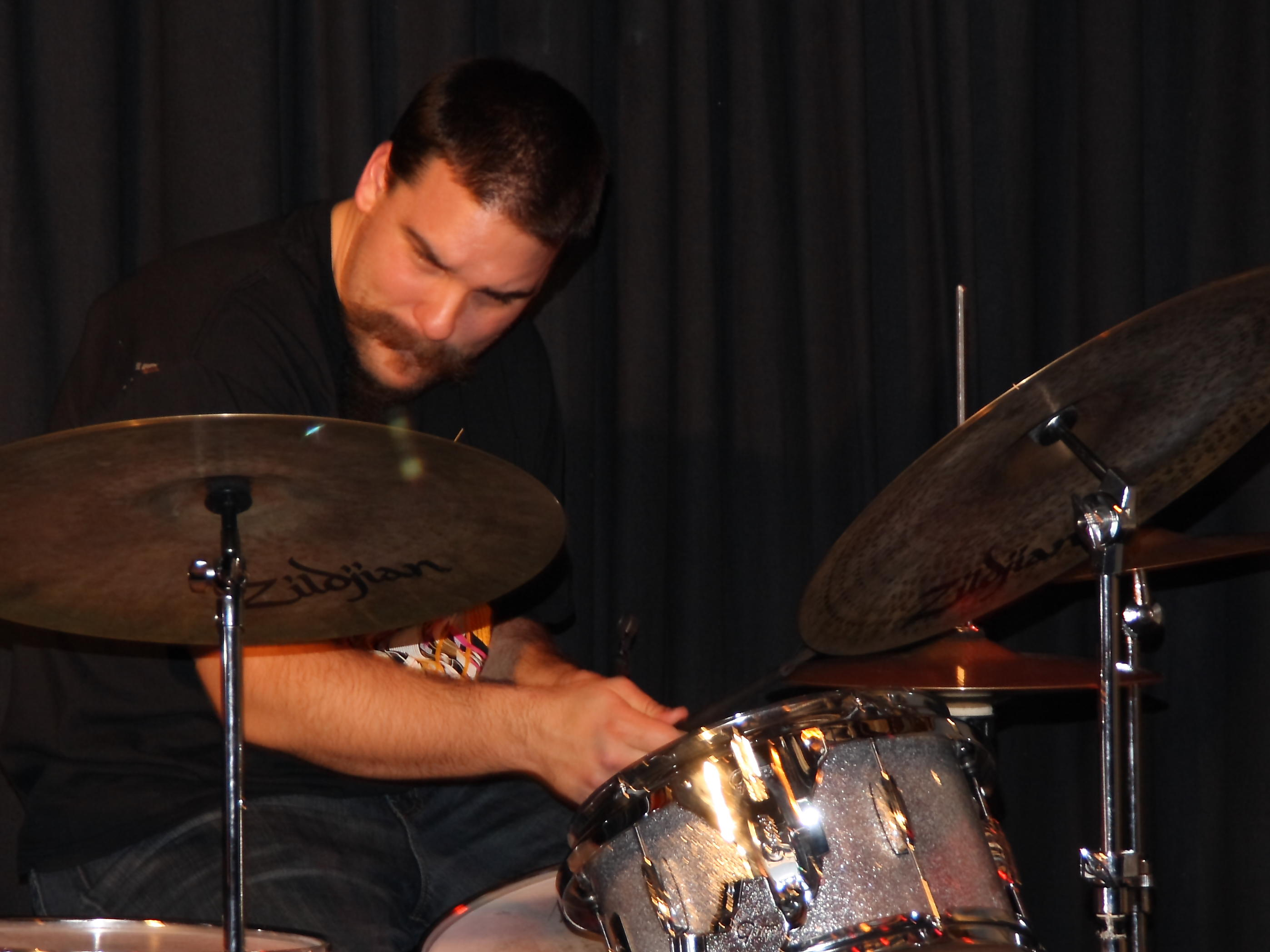
Mike Pride bei einem Auftritt im Club W71, Weikersheim (um 2010)

Nach Ansicht von Mark Corroto, der das Album in All About Jazz rezensierte, ist Cymermans grundlegende Botschaft hier, dass der Hörer diese 42 Minuten Klang nicht als vier einzelne Tracks, sondern als ein Ganzes konsumieren soll. Wer mit seiner Musik vertraut sei, etwa Systema Munditotius, Vol 1 (2020) und Decay of the Angel (2018), wisse, dass er in kompletten Blöcken arbeitet. Cymermans Stärke beim Komponieren werde durch seine Beherrschung der Studiotechnik verdoppelt. Als Solokünstler könne er den Ton nachträglich hinzufügen und manipulieren, um seine klare Vision umzusetzen. Das allgemeine Thema der ersten drei Stücke sei ein stetiger Aufbau oder eine Steigerung. Spektrale Klänge von Synthesizern, Hoffmans Cello und Drivers Gitarre bei „Pure Realm“ sowie Prides Percussion würden dieses sich drehende und aufbauende Klangrad speisen. Beim Finale und Titelstück habe Cymerman Pauls Geige hinzugefügt, um Prides Schlagzeugspiel zu begleiten. Er greife zu seiner Klarinette, um eine schöne und eindringliche sanfte Melodie zu liefern.
Diese stimmungsvollen Stücke seien größtenteils Studiokonstruktionen, wobei Cymerman sein eigenes Spiel sowie das der anderen überspielt. Die Melodien würden von ihm, zumindest auf den ersten beiden Stücken, klar geformt, schrieb Mike Borella (Avant Music News). Tatsächlich würden Cymermans Klarinettenthemen mit subtilen Call-and-Response-Passagen nahöstlich klingen. Die Synthesizer sorgten für eine düstere Atmosphäre, melancholisch und nachdenklich. Die beiden längeren Stücke würden sich auf diese Atmosphäre konzentrieren. Obwohl die Besetzung die einer [Jazz-]Band ist, sei „Pure Realm“ ein langsames Pastiche aus E-Gitarre, Cello und Schlagzeugabstraktionen ohne jegliches Gefühl für Beat oder leicht erkennbaren Rhythmus. Stattdessen sei es eine aktive Klanglandschaft mit aleatorischen Perkussionsinstrumenten im Vordergrund. Etwa zur Hälfte setze die Verzerrung auf Drivers Gitarre ein, um Field Recordings und klagende Klarinetten- und Celloklänge zu begleiten.